# Sarah Cleaveland

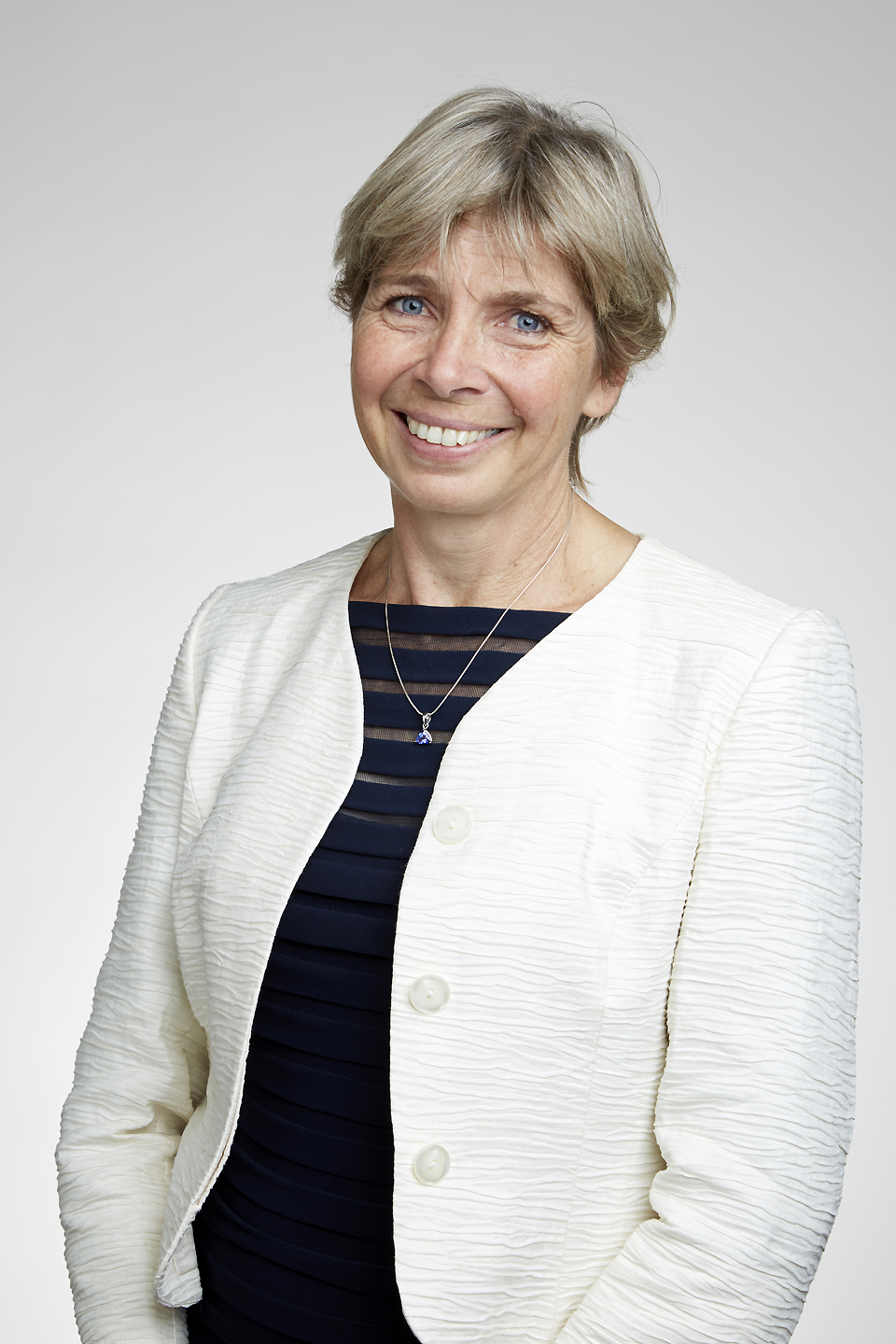
Sarah Cleaveland at the Royal Society admissions day in London, Juli 2016

Sarah Cleaveland OBE FRS FRSE ist eine britische Tierärztin und Epidemiologin. Sie ist Professorin für vergleichende Epidemiologie an der University of Glasgow. Ihre Forschungsarbeiten konzentrieren sich vor allem auf die Kontrolle von Infektionskrankheiten und Zoonosen bei Tieren in Afrika.

## Biografie
Cleaveland erwarb 1988 einen Bachelor of Veterinary Medicine (VetMB) an der University of Cambridge und 1996 einen PhD an der London School of Hygiene and Tropical Medicine in London. Während dieser Zeit war sie Postgraduate-Studentin am Institut für Zoologie in Regent’s Park und wurde von Chris Dye, Steve Albon und James Kirkwood betreut. Ihre Doktorarbeit The epidemiology of rabies and canine distemper in the Serengeti, Tanzania (Die Epidemiologie von Tollwut und Hundestaupe in der Serengeti, Tansania)  und ihre Postdoc-Forschung konzentrierten sich vor allem auf Forschungen über Hundestaupe und Tollwut in der Serengeti von Tansania, wobei sie die Dynamik der Reservoire, die Krankheitslast und die Entwicklung von Kontrollmaßnahmen untersuchte und zur Entwicklung von Strategien zur weltweiten Eliminierung der Hundetollwut beitrug.
Anschließend arbeitete sie am Centre for Tropical Veterinary Medicine der University of Edinburgh, bevor sie 2008 an die Universität Glasgow wechselte, wo sie als Professorin am Institut für Biodiversität, Tiergesundheit und vergleichende Medizin sowie als Mitglied des Boyd Orr Centre for Population and Ecosystem Health tätig ist. Ein großer Teil von Cleavelands Forschungsarbeit konzentriert sich auf die Epidemiologie von Tier- und Zoonosekrankheiten in Afrika, darunter die Tollwut. Im Rahmen ihrer Arbeit hat sie Massenimpfprogramme gegen Tollwut für Haushunde in der Serengeti initiiert, die nicht nur indirekt Hunderte von menschlichen Todesfällen verhindert, sondern auch Wildtierarten wie den gefährdeten Afrikanischen Wildhund geschützt haben.
Ihre Forschung wurde unter anderem vom Biotechnology and Biological Sciences Research Council (BBSRC) und vom Medical Research Council (MRC) finanziert.

## Auszeichnungen
Cleaveland war die erste Frau, die 2008 mit dem Trevor Blackburn Award der British Veterinary Association in Anerkennung ihrer Arbeit zu Infektionskrankheiten bei Tieren und Menschen in Afrika ausgezeichnet wurde. Sie war Gründungsdirektorin der Alliance for Rabies Control, deren Aufgabe es ist, Todesfälle bei Menschen durch Infektionen mit dem Tollwutvirus zu verhindern und die Belastung durch diese Krankheit bei Tieren zu verringern. 2012 wurde sie zum Fellow of the Royal Society of Edinburgh (FRSE) gewählt, im Oktober 2015 in die National Academy of Medicine (USA) und 2016 zum Fellow of the Royal Society (FRS).
Für ihre Verdienste um die Veterinärepidemiologie wurde sie 2014 zum Officer of the Order of the British Empire (OBE) ernannt. 2018 erhielt Cleaveland die Leeuwenhoek-Vorlesung und -Medaille der Royal Society für „ihre bahnbrechenden Arbeiten zur weltweiten Ausrottung der Tollwut“. Im Jahr 2020 wurde Cleaveland mit der George Macdonald Medal ausgezeichnet.

## Veröffentlichungen
Sarah Cleaveland veröffentlichte zahlreiche wissenschaftliche Artikel zu ihren Forschungsgebieten. Ihr ORCID-Account listet mehr als 140 Arbeiten in wissenschaftlichen Zeitschriften (Stand Dezember 2022). Zudem ist sie (Mit-)Autorin der folgenden Buchkapitel:
- S. Cleaveland, C. Packer, K. Hampson, M. Kaare, R. Kock, M. Craft, T. Lembo, T. Mlengeya, A. Dobson: The multiple roles of infectious diseases in the Serengeti ecosystem. In: A.R.E. Sinclair, C. Packer, S.A.R. Mduma, J.M. Fryxell (Hrsg.): Serengeti III: Human Impacts on Ecosystem Dynamics. University of Chicago Press, Chicago 2008. ISBN 978-0-226-76033-9
- M.B Casey et al.: Patterns of foot-and-mouth disease virus distribution in Africa. In: N. Johnson (Hrsg.): The Role of Animals in Emerging Viral Diseases. Academic Press 2013, S. 21–38. ISBN 978-0-12-405191-1 (doi:10.1016/B978-0-12-405191-1.00002-8)
- D.N., Knobel, T. Lembo, M. Morters,S.E. Townsend, S. Cleaveland, K. Hampson: Dog rabies and its control. In: A.C. Jackson (Hrsg.): Rabies: Scientific Basis of the Disease and its Management. Academic Press, Amsterdam 2013, S. 591–615. ISBN 978-0-12-396547-9 (doi:10.1016/B978-0-12-396547-9.00017-1)

## Belege
1. 1 2  Sarah Cleaveland: The epidemiology of rabies and canine distemper in the Serengeti, Tanzania. London School of Hygiene & Tropical Medicine, 1996. Download, doi:10.17037/PUBS.00682291
2. ↑  Professor Sarah Cleaveland, Biografie an der Royal Society of Tropical Medicine and Hygiene (RSTMH), abgerufen am 8. Dezember 2022.
3. 1 2  Professor Sarah Cleaveland, Biografie an der University of Glasgow, abgerufen am 8. Dezember 2022.
4. 1 2 3  Sarah Cleaveland, Biografie an der The Royal Society, abgerufen am 8. Dezember 2022.
5. 1 2 3  Sarah Cleaveland, Profil auf ORCID, abgerufen am 8. Dezember 2022.
6. ↑  Vet honoured for animal health and welfare work in Africa. British Veterinary Association, 27. September 2008; abgerufen am 8. Dezember 2022.
7. ↑  BVA highlights work of British vets in fight against rabies. British Veterinary Association, 27 September 2013; abgerufen am 8. Dezember 2022.
8. ↑  Sarah Cleaveland, Eintrag bei der Royal Society of Edinbourgh, abgerufen am 8. Dezember 2022.
9. ↑  NAM Elects 80 New Members National Academy of Medicine, 19. Oktober 2015; abgerufen am 8. Dezember 2022.
10. ↑  London Gazette 60895, 14. June 2014 (Digitalisat, abgerufen am 8. Dezember 2022)